# Hermann Wittig
Hermann Friedrich Wittig, född den 31 december 1819 i Berlin, död där den 28 mars 1891, var en tysk skulptör. 
Wittig var elev av akademien i Berlin och av Friedrich Tieck, studerade i Italien 1846–1848 och i Paris 1867. För övrigt levde han mest i Berlin och utförde ideala grupper och enstaka figurer samt porträttbyster. För nationalgalleriets gavelfält utförde han efter utkast av Moritz von Schultz gruppen Germania, de bildande konsternas beskyddarinna samt för Königsbrücke En krigares avsked från sin hustru.